# Chucky Brown
Clarence "Chucky" Brown (ur. 29 lutego 1968 w Nowym Jorku) – amerykański koszykarz, występujący na pozycji skrzydłowego, mistrz NBA z 1995 roku, trener koszykarski.
W trakcie jednego sezonu zdobył dwa tytuły mistrzowskie, w dwóch różnych ligach.

## Osiągnięcia
NCAA
- Zaliczony do I składu ACC (1989)

Drużynowe
- Mistrz:
  -  NBA (1995)[1]
  - CBA (1995)[2]